# Saint-Andéol-de-Fourchades
Pour les articles homonymes, voir Saint-Andéol.
Saint-Andéol-de-Fourchades est une commune française située dans le département de l'Ardèche, en région Auvergne-Rhône-Alpes.
La commune est située dans la région naturelle de la montagne ardéchoise, non loin du Gerbier de Joncs mont Mézenc, sommets situés au nord-ouest de son territoire.

## Géographie

### Situation et description
Saint-Andéol-de-Fourchades est une modeste commune à l'aspect très largement rurale de la montagne ardéchoise, dans la partie orientale du massif des Cévennes. Elle est en outre rattachée à la communauté de communes Val'Eyrieux dont le siège est fixé au Cheylard.

### Géologie et relief
Le point culminant de la commune se situe au sommet du suc d'Ourseyre.

### Communes limitrophes
Saint-Andéol-de-Fourchades est limitrophe de sept communes, toutes situées dans le département de l'Ardèche et réparties géographiquement de la manière suivante :

### Climat
Pour des articles plus généraux, voir Climat d'Auvergne-Rhône-Alpes et Climat de l'Ardèche.
En 2010, le climat de la commune est de type climat de montagne, selon une étude du CNRS s'appuyant sur une série de données couvrant la période 1971-2000. En 2020, Météo-France publie une typologie des climats de la France métropolitaine dans laquelle la commune est exposée à un climat de montagne ou de marges de montagne et est dans la région climatique Sud-est du Massif Central, caractérisée par une pluviométrie annuelle de 1 000 à 1 500 mm, minimale en été, maximale en automne.
Pour la période 1971-2000, la température annuelle moyenne est de 8,2 °C, avec une amplitude thermique annuelle de 15,8 °C. Le cumul annuel moyen de précipitations est de 1 322 mm, avec 9,9 jours de précipitations en janvier et 6,3 jours en juillet. Pour la période 1991-2020, la température moyenne annuelle observée sur la station météorologique de Météo-France la plus proche, « Cheylard Sa », sur la commune du Cheylard à 12 km à vol d'oiseau, est de 12,2 °C et le cumul annuel moyen de précipitations est de 1 178,7 mm,. Pour l'avenir, les paramètres climatiques de la commune estimés pour 2050 selon différents scénarios d'émission de gaz à effet de serre sont consultables sur un site dédié publié par Météo-France en novembre 2022.

### Hydrographie
Le territoire de la commune est traversé par divers rus ou ruisseaux, dont l'Escourtay, d'une longueur de 9 km.

## Urbanisme

### Typologie
Au 1er janvier 2024, Saint-Andéol-de-Fourchades est catégorisée commune rurale à habitat très dispersé, selon la nouvelle grille communale de densité à 7 niveaux définie par l'Insee en 2022.
Elle est située hors unité urbaine. Par ailleurs la commune fait partie de l'aire d'attraction du Cheylard, dont elle est une commune de la couronne,. Cette aire, qui regroupe 20 communes, est catégorisée dans les aires de moins de 50 000 habitants,.

### Occupation des sols
L'occupation des sols de la commune, telle qu'elle ressort de la base de données européenne d’occupation biophysique des sols Corine Land Cover (CLC), est marquée par l'importance des forêts et milieux semi-naturels (86,1 % en 2018), en augmentation par rapport à 1990 (84,6 %). La répartition détaillée en 2018 est la suivante : forêts (62,9 %), milieux à végétation arbustive et/ou herbacée (23,2 %), prairies (13,9 %).
L'évolution de l’occupation des sols de la commune et de ses infrastructures peut être observée sur les différentes représentations cartographiques du territoire : la carte de Cassini (XVIIIe siècle), la carte d'état-major (1820-1866) et les cartes ou photos aériennes de l'IGN pour la période actuelle (1950 à aujourd'hui).

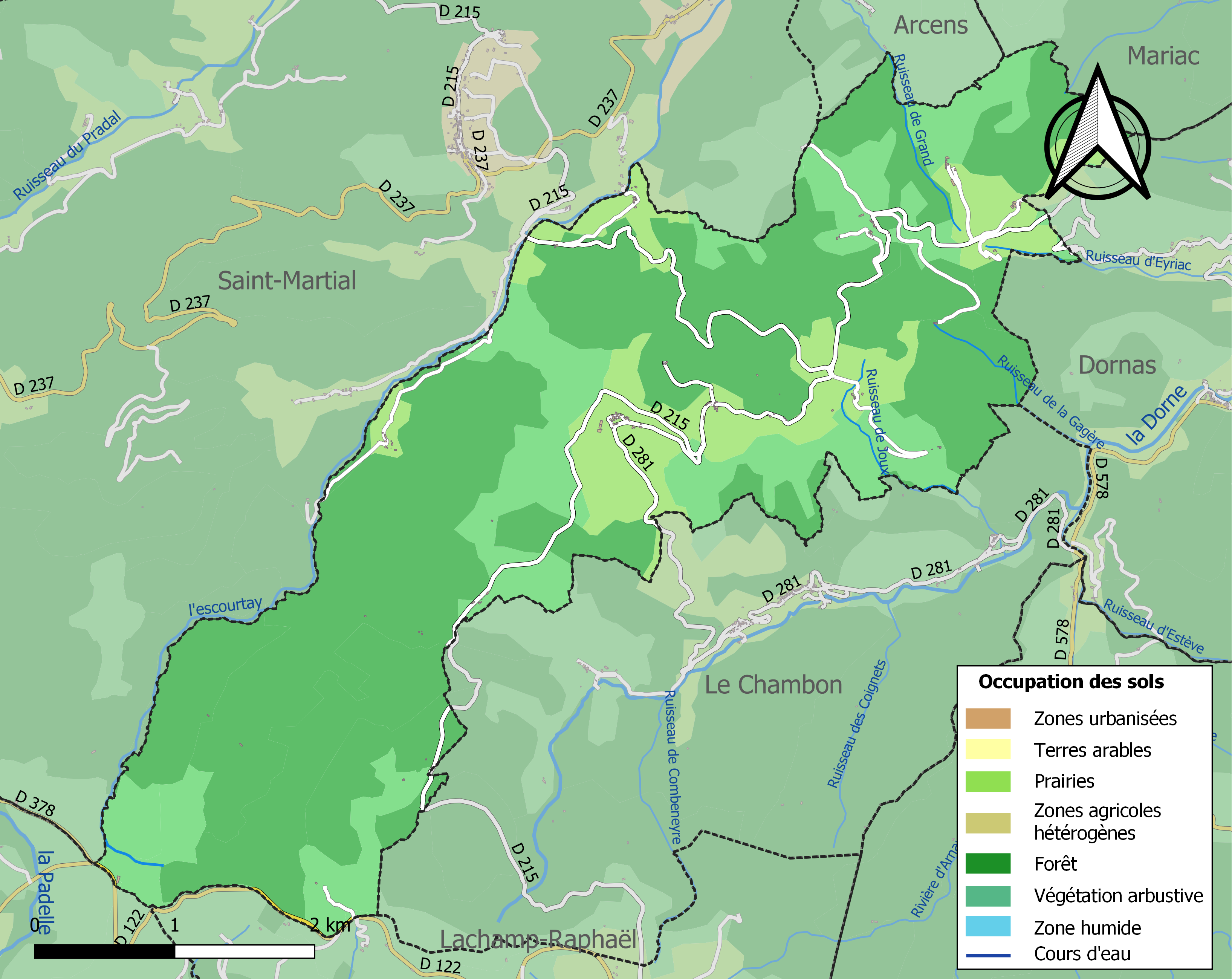
Carte des infrastructures et de l'occupation des sols de la commune en 2018 (CLC).

### Risques naturels

#### Risques sismiques
L'ensemble du territoire de la commune de Saint-Andéol-de-Fourchades est situé en zone de sismicité no 2 (sur une échelle de 5), comme la plupart des communes situées sur le plateau et la montagne ardéchoise.
| Type de zone | Niveau           | Définitions (bâtiment à risque normal) |
| ------------ | ---------------- | -------------------------------------- |
| Zone 2       | Sismicité faible | accélération = 1,1 m/s2                |

## Histoire
Sur le territoire de la commune se trouve l'oppidum de La Fare, haut de 1 107 m d'altitude. On y a reconnu les vestiges d'un rempart gaulois et d'habitations datant de l'époque de Hallstatt.
En 1904, la commune du Chambon a été créé avec les hameaux de Béléac, Darnepessac et Nicoule (ce qui explique la baisse démographique entre 1901 et 1906).

## Politique et administration

### Liste des maires
| Période                                  | Période                   | Identité                  | Étiquette | Qualité       |
| ---------------------------------------- | ------------------------- | ------------------------- | --------- | ------------- |
| Les données manquantes sont à compléter. |                           |                           |           |               |
| mars 2001                                | mars 2008                 | Gilles Vigne              |           |               |
| mars 2008                                | En cours (au 6 août 2020) | Josyane Allard Chalancon, | SE        | Fonctionnaire |

## Population et société

### Démographie
L'évolution du nombre d'habitants est connue à travers les recensements de la population effectués dans la commune depuis 1793. Pour les communes de moins de 10 000 habitants, une enquête de recensement portant sur toute la population est réalisée tous les cinq ans, les populations de référence des années intermédiaires étant quant à elles estimées par interpolation ou extrapolation. Pour la commune, le premier recensement exhaustif entrant dans le cadre du nouveau dispositif a été réalisé en 2007.

En 2022, la commune comptait 53 habitants, en évolution de −1,85 % par rapport à 2016 (Ardèche : +2,48 %, France hors Mayotte : +2,11 %).
| 1793 | 1800  | 1806 | 1821  | 1831  | 1836  | 1841  | 1846  | 1851  |
| ---- | ----- | ---- | ----- | ----- | ----- | ----- | ----- | ----- |
| 600  | 1 035 | 721  | 1 033 | 1 086 | 1 095 | 1 099 | 1 110 | 1 110 |

| 1856  | 1861  | 1866  | 1872  | 1876  | 1881  | 1886  | 1891  | 1896  |
| ----- | ----- | ----- | ----- | ----- | ----- | ----- | ----- | ----- |
| 1 112 | 1 150 | 1 103 | 1 050 | 1 087 | 1 137 | 1 122 | 1 121 | 1 156 |

| 1901  | 1906 | 1911 | 1921 | 1926 | 1931 | 1936 | 1946 | 1954 |
| ----- | ---- | ---- | ---- | ---- | ---- | ---- | ---- | ---- |
| 1 103 | 510  | 497  | 407  | 379  | 373  | 354  | 296  | 215  |

| 1962 | 1968 | 1975 | 1982 | 1990 | 1999 | 2006 | 2007 | 2012 |
| ---- | ---- | ---- | ---- | ---- | ---- | ---- | ---- | ---- |
| 191  | 131  | 101  | 104  | 99   | 89   | 61   | 57   | 56   |

| 2017 | 2022 | - | - | - | - | - | - | - |
| ---- | ---- | - | - | - | - | - | - | - |
| 53   | 53   | - | - | - | - | - | - | - |

### Enseignement
La commune est rattachée à l'académie de Grenoble.

### Médias
Deux organes de presse écrite sont distribués dans la commune :
- L'Hebdo de l'Ardèche

Il s'agit d'un journal hebdomadaire français basé à Valence et diffusé à Privas depuis 1999. Il couvre l'actualité pour tout le département de l'Ardèche.
- Le Dauphiné libéré

Il s'agit d'un journal quotidien de la presse écrite française régionale distribué dans la plupart des départements de l'ancienne région Rhône-Alpes, notamment l'Ardèche. La commune est située dans la zone d'édition du Nord-Ardèche (Annonay - Le Cheylard).

### Cultes
La communauté catholique et l'église Saint-Andéol (propriété de la commune) dépendent de la paroisse Notre-Dame des Boutières, elle-même rattachée au diocèse de Viviers.

## Culture locale et patrimoine

### Lieux et monuments

#### La «ferme deBourlatier»
Située à proximité du mont Gerbier de Jonc, cette ferme témoigne de la richesse architecturale de la région et du plateau ardéchois. La charpente de sa grange à foin en forme de vaisseau retourné est impressionnante. À l'intérieur peuvent s'y dérouler des projections, des spectacles et des conférences.

#### L'oppidum de la Fare
Le site de l'oppidum de la Fare qui date de l'âge du bronze, a été classé monument historique le 11 août 1986.

#### L'ÉgliseSaint-Andéol
Cet édifice religieux de rite catholique est, à l'origine, de style gothique. L'église a été construite en pierre du pays au XVe siècle mais à la suite d'un incendie, elle a subi de profonds remaniements au cours du XIXe siècle. Les travaux effectués lors la seconde partie du XXe siècle ont entraîné la disparition du maître-autel et des autels latéraux.

Quelques photos du territoire de Saint-Andéol-de-Fourchades
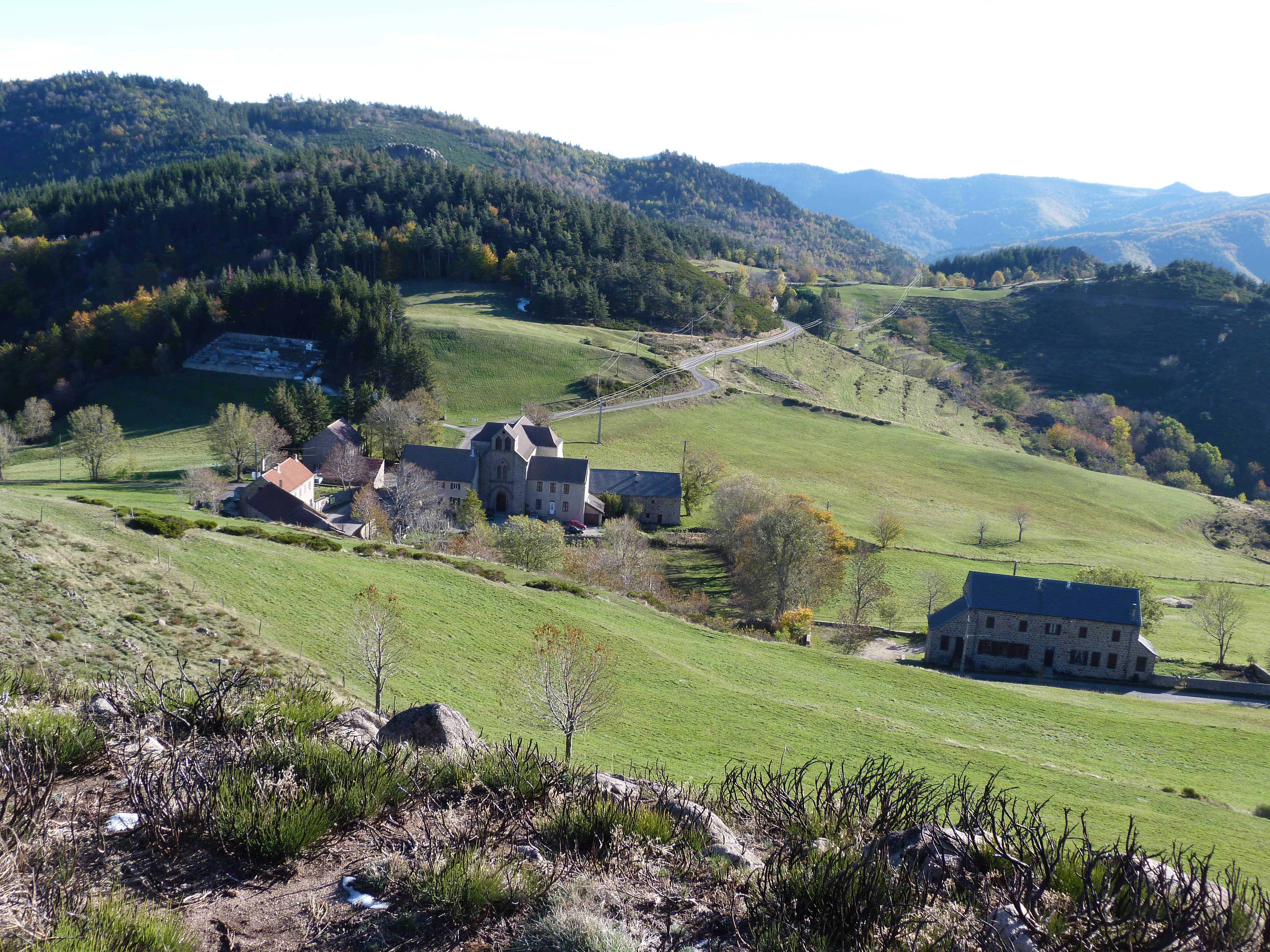
Photo du village.
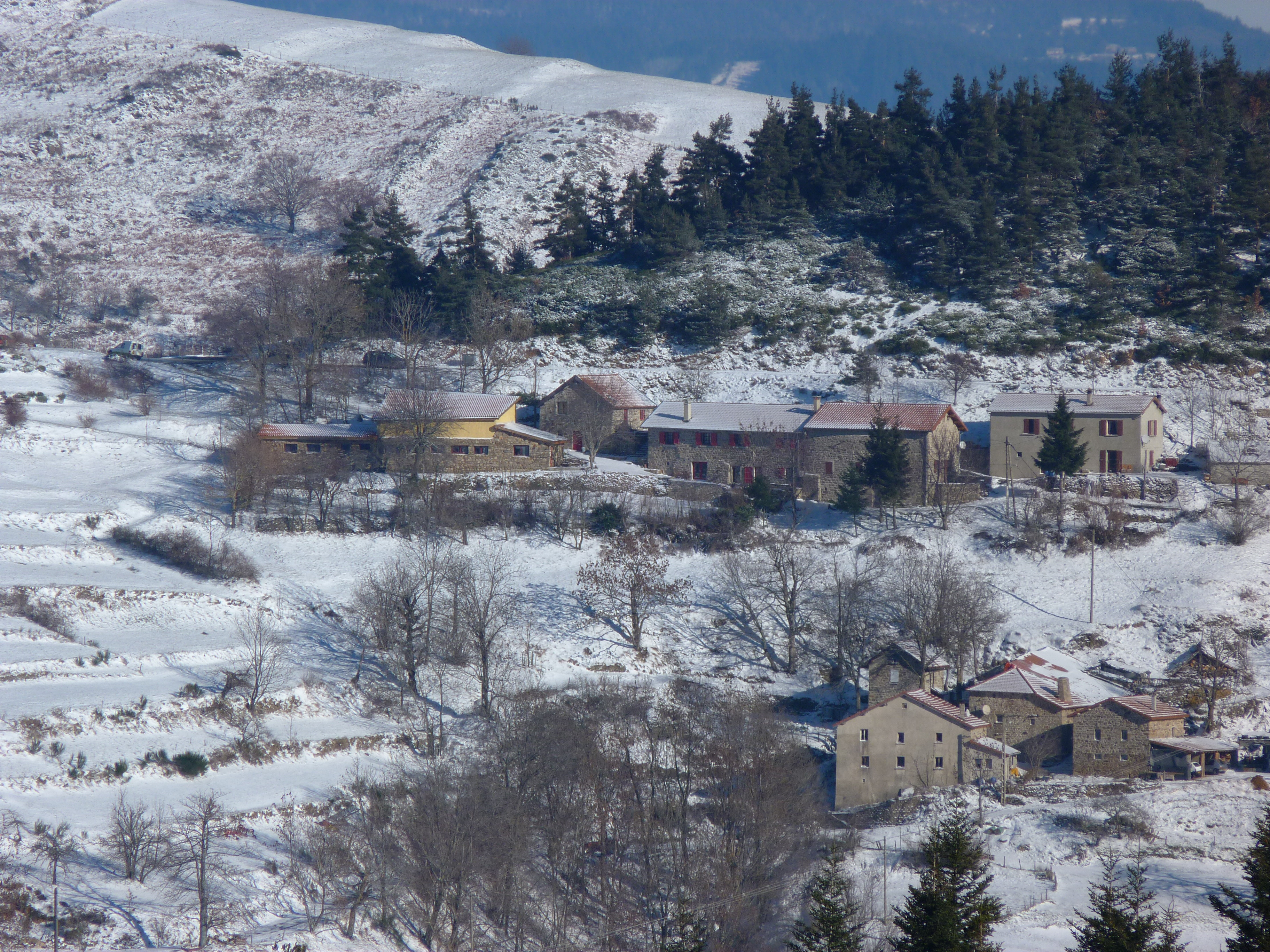
Photo du hameau de Sauveille.
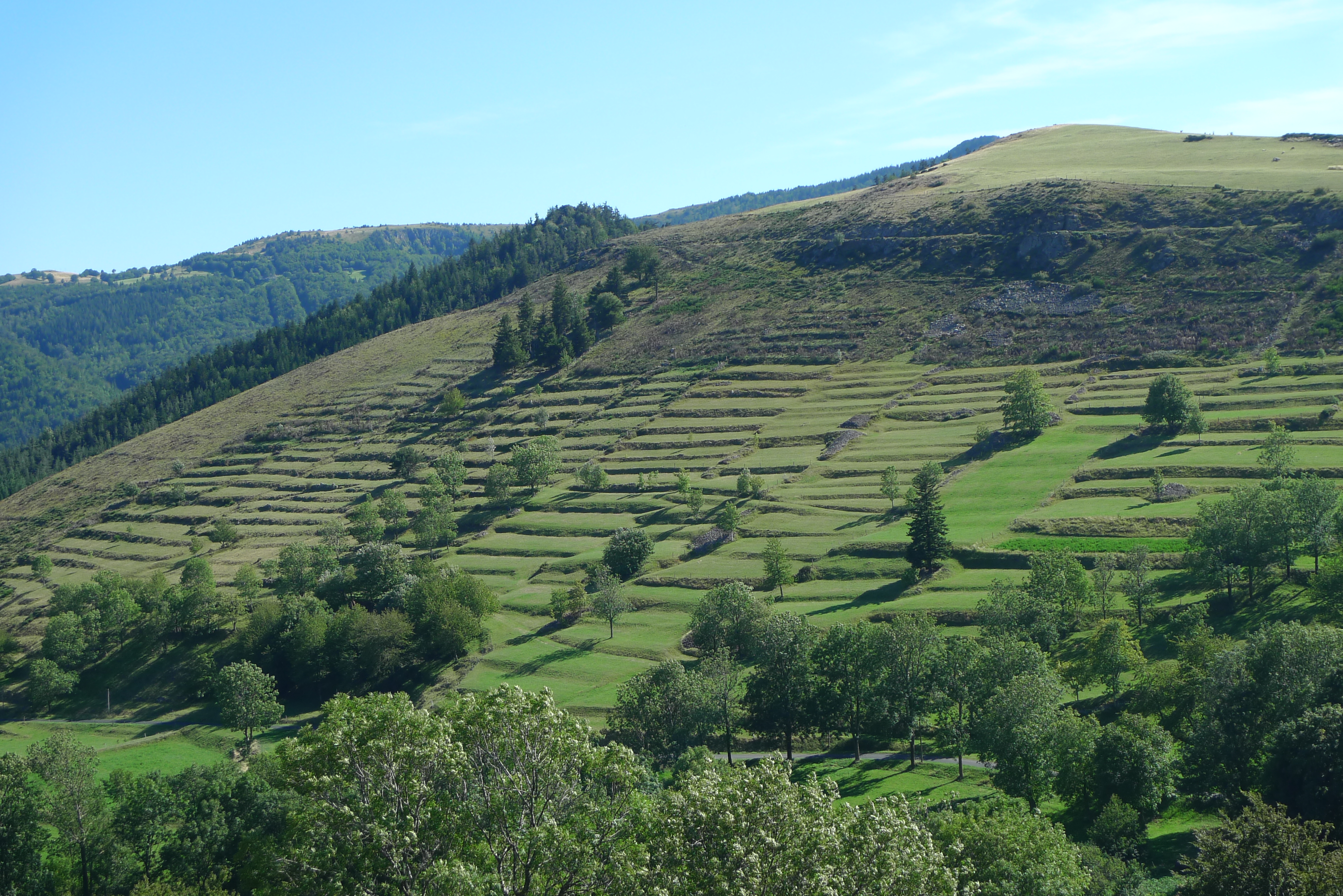
Photo près du hameau de Pras.
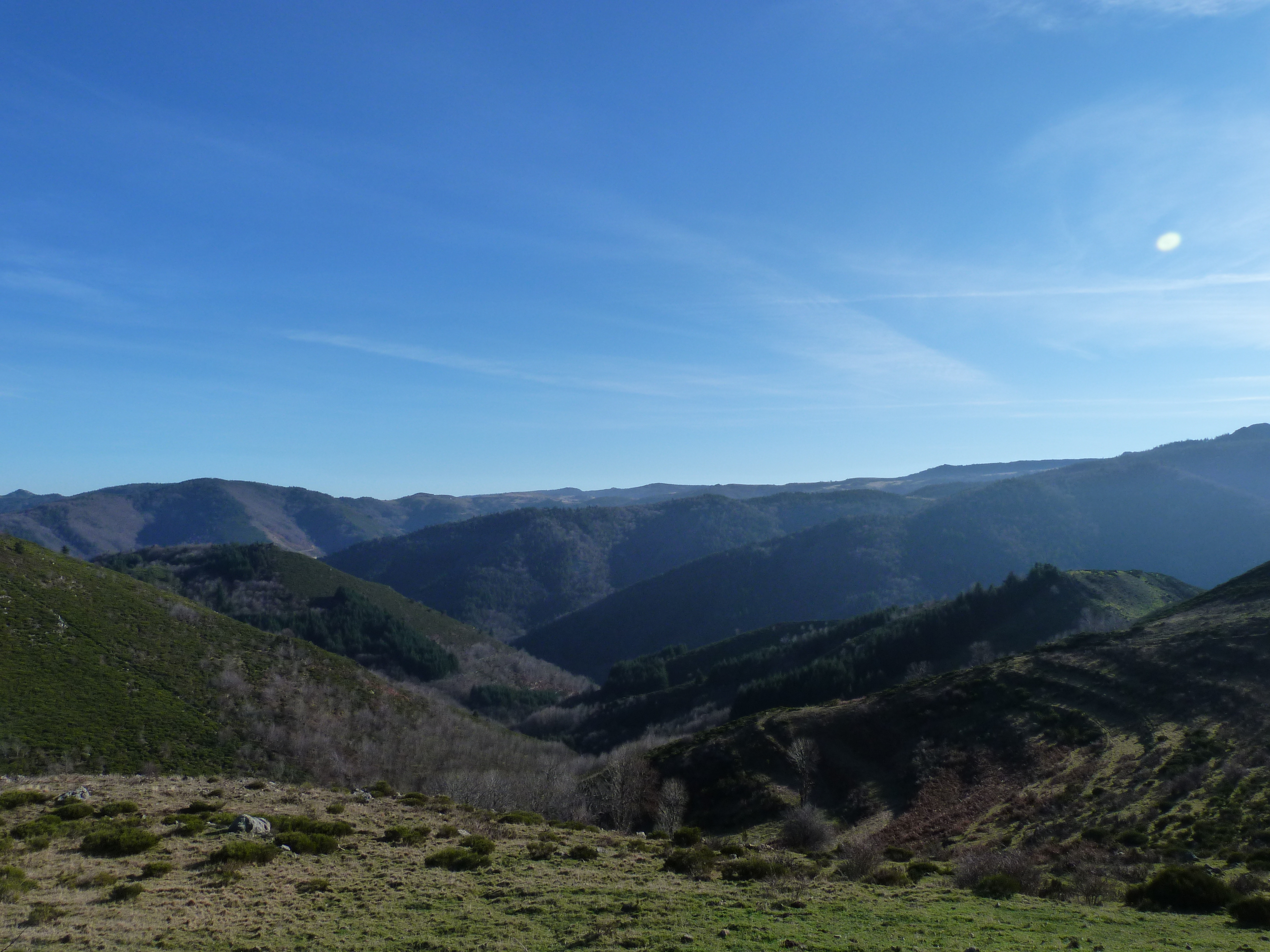
Une idée du paysage de la région.
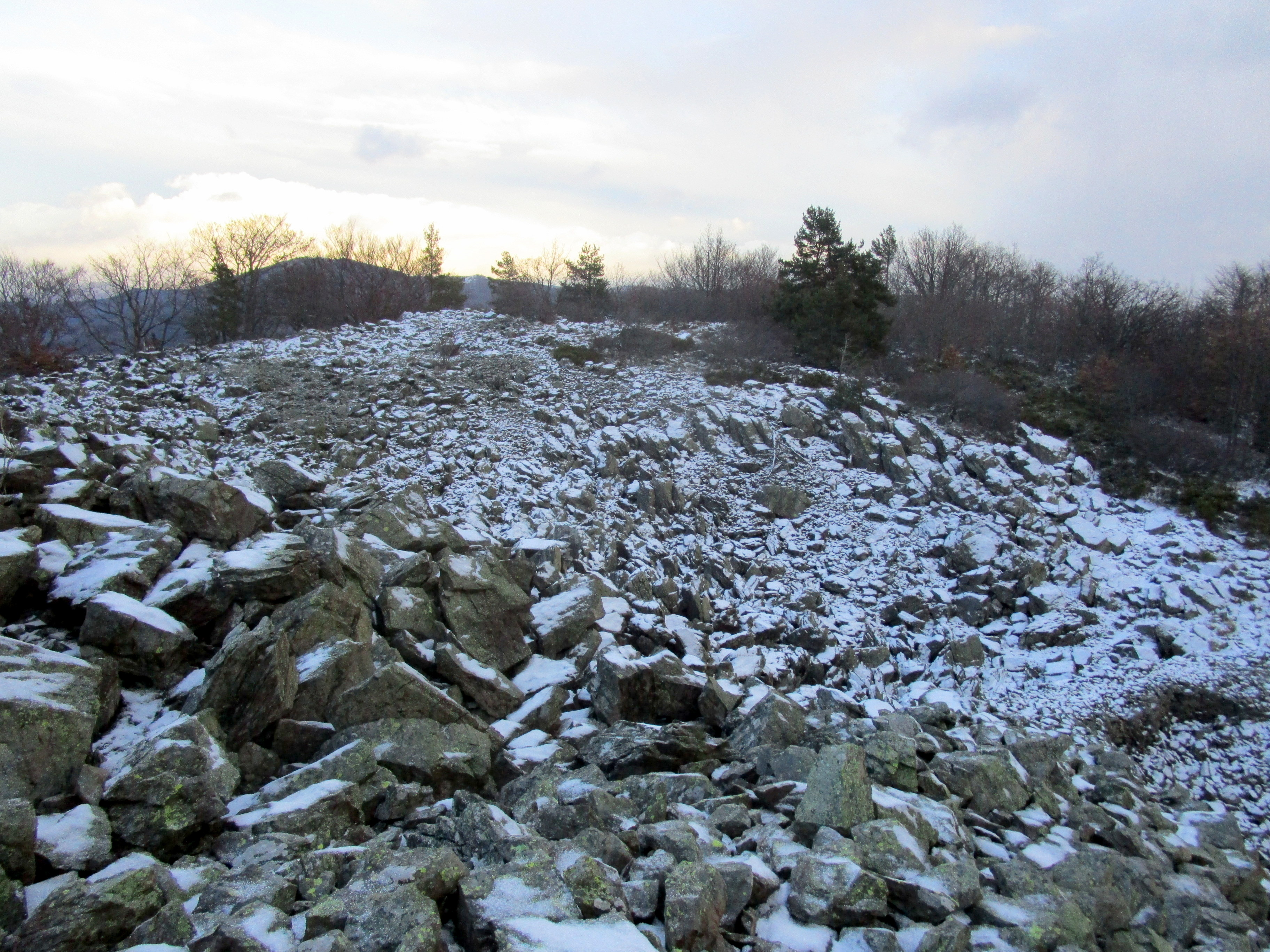
Sommet de l'oppidum de la Fare. Vue vers le sud-est.

### Héraldique
|  | Saint-Andéol-de-Fourchades possède des armoiries dont l'origine et le blasonnement exact ne sont pas disponibles. |